# Adelstan de Beauchêne
Pour les articles homonymes, voir Beauchêne.
René Adelstan Guesdon de Beauchêne (Paris, 15 mars 1851 - 21 mai 1935), marquis de Beauchêne, est un érudit et historien français.

## Biographie
Historien français de la fin du XIXe siècle et du début du XXe siècle, et érudit de l'ancienne province du Maine, des départements de la Mayenne et de la Sarthe. Il œuvra aux côtés de Robert Triger au sein de la Société historique et archéologique du Maine, dont il était le Vice-président.
Son épouse et lui-même souscrivirent pour la restauration de l'Abbaye d'Étival-en-Charnie en 1900-1901.
Il fut, succédant à son père, propriétaire du château de Lassay de 1895 à 1939. Le couple n'ayant pas eu d'enfants, le château de Lassay passa alors à la famille de Montalembert.

Vers 1696 le marquis de Lassay, Armand de Madaillan de Lesparre écrivait à sa femme. Cette lettre poétique citée dans l'ouvrage du marquis de Beauchêne ne fait qu'ajouter à la magnificence tant des lieux que de l'histoire de Lassay et de son château :
« Je suis ici dans un château, au milieu des bois, qui est si vieux, qu'on dit que ce sont les fées qui l'ont bâti. Depuis six heures du soir, que la nuit vient, jusqu'à minuit, qui est l'heure où je me couche, je suis tout seul dans une grosse tour, à plus de deux cents pas d'aucune créature vivante : je crois que vous aurez peur des esprits, en lisant seulement cette peinture de la vie que je mène, et vous en mourriez si vous habitiez ce château, et que vous entendissiez tous les contes que l'on fait de ces fées qui vont s'y promener assez souvent ».

## Ouvrages
- Marquis A. de Beauchêne, "Les seigneurs de la baronnie de Sainte-Suzanne" dans "Sainte-Suzanne, son histoire et ses fortifications" de Robert Triger, Revue Historique et Archéologique du Maine, Le Mans 1907, réédité en 1996 par l'Association des Amis de Sainte-Suzanne, Éditions régionales de l'Ouest, Mayenne, préface de Gérard Morteveille.  (ISBN 2-85554-077-1). Voir aussi : édition numérique  Revue Historique et Archéologique du Maine 1876-2000, DVD-Rom Le Mans, 2006.
- Le Bois-Thibault, Étude Historique & Archéologique – Imprimerie-Librairie Ve A. Goupil : Laval – 1912
- Essai historique sur le château de Lassay depuis son origine jusqu'à nos jours, 1876, réédition Le livre d'histoire, série Monographies des villes et villages de France 1998,  (ISBN 2-84178-175-5)